# Péninsule acadienne
Pour le district rural, voir Péninsule acadienne (district rural).

La Péninsule acadienne est située dans le Nord-Est du Nouveau-Brunswick.

La Péninsule acadienne, ou péninsule Acadienne,,,, voire péninsule acadienne[réf. nécessaire], couramment appelée PA et anciennement le Bas-du-Comté, est à la fois une région historique et une commission de services régionaux située à l’extrémité nord-est du Nouveau-Brunswick, au Canada. Elle est bordée au nord par la baie des Chaleurs et à l’est par le golfe du Saint-Laurent. La Péninsule acadienne est appelée ainsi car la plupart de ses habitants sont des Acadiens. Son territoire occupe l'Est du comté de Gloucester et se trouve ainsi au nord de l’extrémité nord-est du comté de Northumberland.
La région a été colonisée il y a dix millénaires par les Paléoaméricains, suivis des Micmacs il y a trois mille ans. Abordé par les Européens dès le XIIIe siècle ou peut-être même par les Vikings dès le XIe siècle, la Péninsule est explorée par Jacques Cartier en 1534 et fait partie de la colonie française d'Acadie à partir de 1604. Le premier européen à y vivre de façon permanente est Gabriel Giraud, au début du XVIIIe siècle. Des Acadiens fuyant la déportation se réfugient dans la Péninsule à partir de 1757 mais sont à nouveau déportés lors du raid de Roderick MacKenzie en 1761. Une économie basée sur la pêche se développe ensuite, contrôlée par la minorité anglo-normande. La construction de la ligne Caraquet en 1887 change en profondeur le mode de vie. L'économie est durement touchée par la Confédération canadienne puis par la Grande Dépression. De nouveaux villages sont alors fondés dans l'arrière-pays pour permettre aux plus pauvres de survivre. Le mouvement coopératif, la vie culturelle puis le tourisme se développent durant le XXe siècle. Des années 1980 au début des années 2000, la Péninsule acadienne souffre de plusieurs problèmes économiques. Elle accueille toutefois le Congrès mondial acadien en 2009 et plusieurs villes connaissent depuis une croissance économique et démographique.

## Géographie

### Situation et limites
La Péninsule acadienne forme grossièrement un triangle à l'extrémité nord-est de la province. Cette péninsule comprend l'Est du comté de Gloucester et l'extrémité nord-est du comté de Northumberland, soit le littoral entre Grande-Anse (47° 48′ 47″ N, 65° 10′ 57″ O) au nord et le pont de Bartibog (47° 05′ 52″ N, 65° 21′ 06″ O) au sud et s'étend à l'ouest jusqu'à Notre-Dame-des-Érables (47° 37′ 56″ N, 65° 14′ 54″ O). La région de Néguac, au sud, n'est toujours pas incluse dans les limites pour des raisons administratives et économiques. Des secteurs à l'ouest — les Caps et les villages d'Allardville et de Saint-Sauveur — sont parfois inclus dans la Péninsule acadienne pour des raisons géographiques mais sont par contre liées historiquement et économiquement à la région Chaleur. La Péninsule acadienne est limitrophe de la région Chaleur à l'ouest ainsi que de la vallée de la rivière Miramichi au sud. Sa superficie est d'environ 2 000 km2.
La Péninsule acadienne compte trois villes principales : Caraquet, Shippagan et Tracadie-Sheila, formant un triangle, au centre duquel se trouve Pokemouche (47° 40′ 33″ N, 64° 52′ 44″ O).

### Topographie
Contrairement à une idée répandue, la Péninsule acadienne possède un relief varié. La côte nord, entre Grande-Anse et l'île de Caraquet, a un aspect légèrement incliné et bas, terminé par des falaises mesurant 30 mètres de haut à Grande-Anse, offrant une vue dégagée sur presque toute la baie, au pied desquelles se trouvent des plages. Au sud de ce secteur s'étend la vallée de la rivière Caraquet, dont les marais et terres basses s'étendent sur 5 kilomètres. La partie du littoral située entre l'île de Caraquet et le pont de Bartibog est reliée par de longues dunes, plages, barachois et baies abritées, interrompues seulement par les estuaires des rivières. Toutefois, des falaises s'élèvent à l'est de l'île de Lamèque et au fond de la baie Saint-Simon, ces dernières ayant la particularité d'être formées de tourbe. L'Ouest de la région est plus accidenté, le point culminant est un plateau situé à l'extrémité nord-ouest de la paroisse d'Alnwick, haut d'environ 120 mètres. D'autres sommets notoires sont la butte à Morrison (92 m) et la butte d'Or (90 m). Certaines rivières possèdent des gorges, comme la rivière Pokemouche et la rivière Tabusintac.
La Péninsule acadienne compte quelques îles : l'île de Caraquet, la Dune, l'île aux Foins, l'île Fox Den, l'île de Lamèque, l'île de Miscou, l'île Munro, l'île de Pokesudie, l'îlette de Pokesudie, l'île du Portage, et l'île au Sable. Les plages de Tabusintac et de Néguac sont en fait des archipels formés de bancs de sable. L'île de Miscou, l'île Fox Den et l'île de Lamèque forment l'archipel de l'Acadie. Finalement, certaines rivières possèdent des îles dans leurs cours.
Les rivières sont généralement très larges, prennent leur source dans de vastes tourbières ou des lacs et coulent vers l'est. Certaines ont des rives abruptes mais la plupart forment des méandres et s’écoulent lentement. Les principales rivières sont, du nord au sud : la rivière du Nord, la rivière Caraquet, la rivière Saint-Simon, la rivière Pokemouche, la rivière du Petit-Tracadie, la Grande Rivière Tracadie, la rivière Tabusintac, la rivière Burnt Church et la rivière Bartibog.
Les lacs sont peu nombreux, petits et peu profonds et sont pour la plupart situés dans les tourbières. Les plus importants sont le Grand Lac de Miscou et le lac du Goulet.

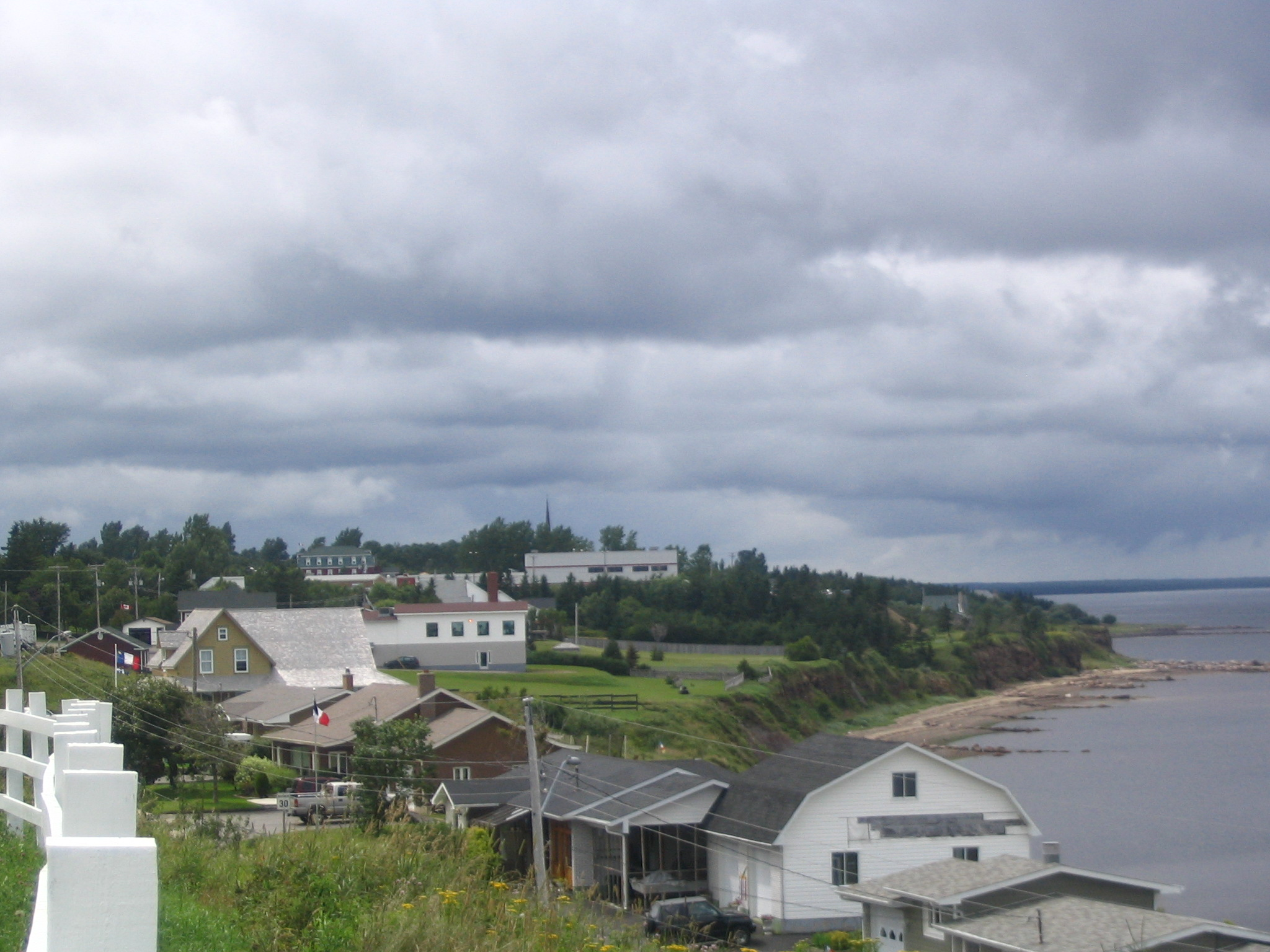
Falaises à Caraquet
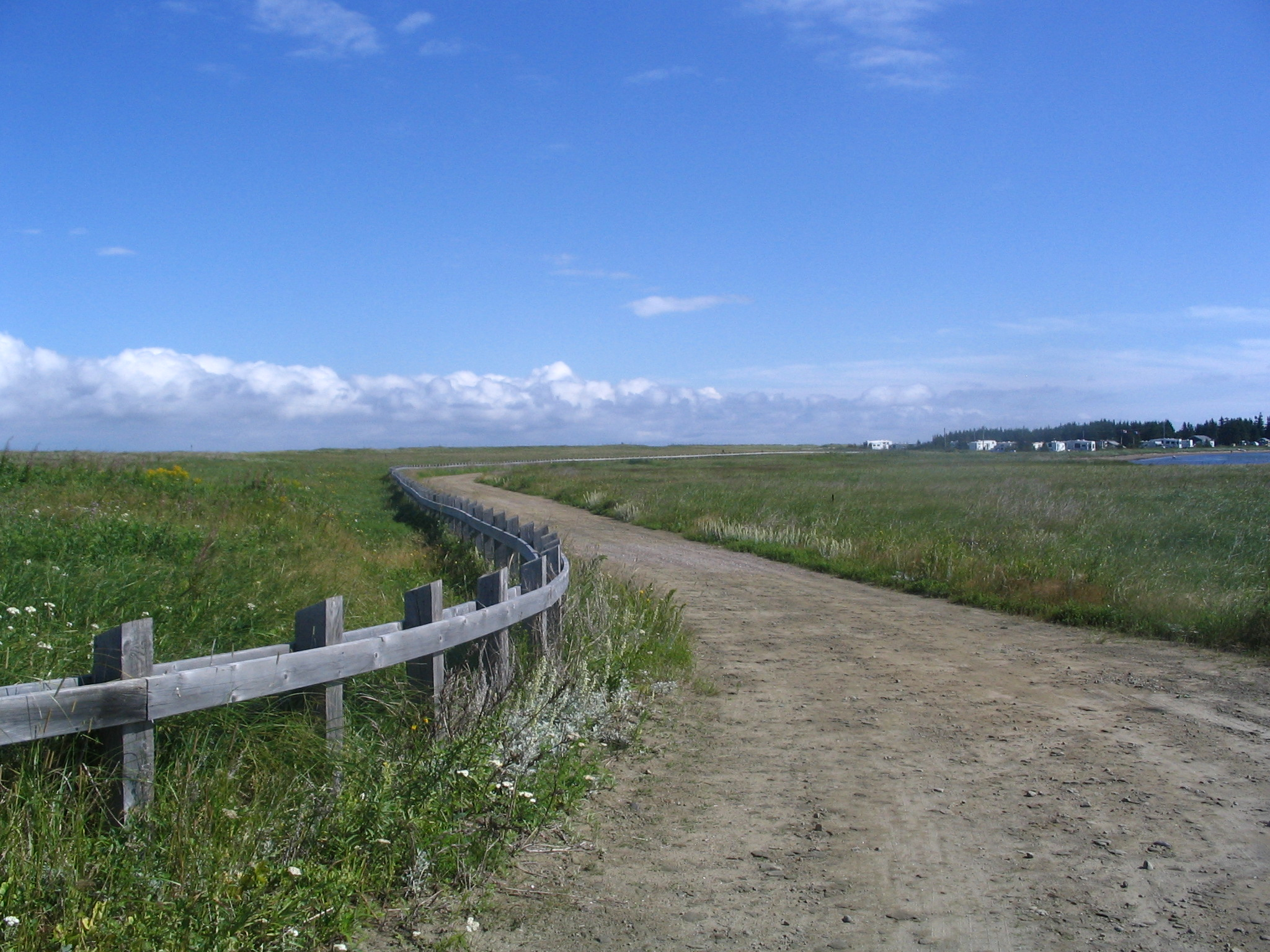
Dune à Val-Comeau
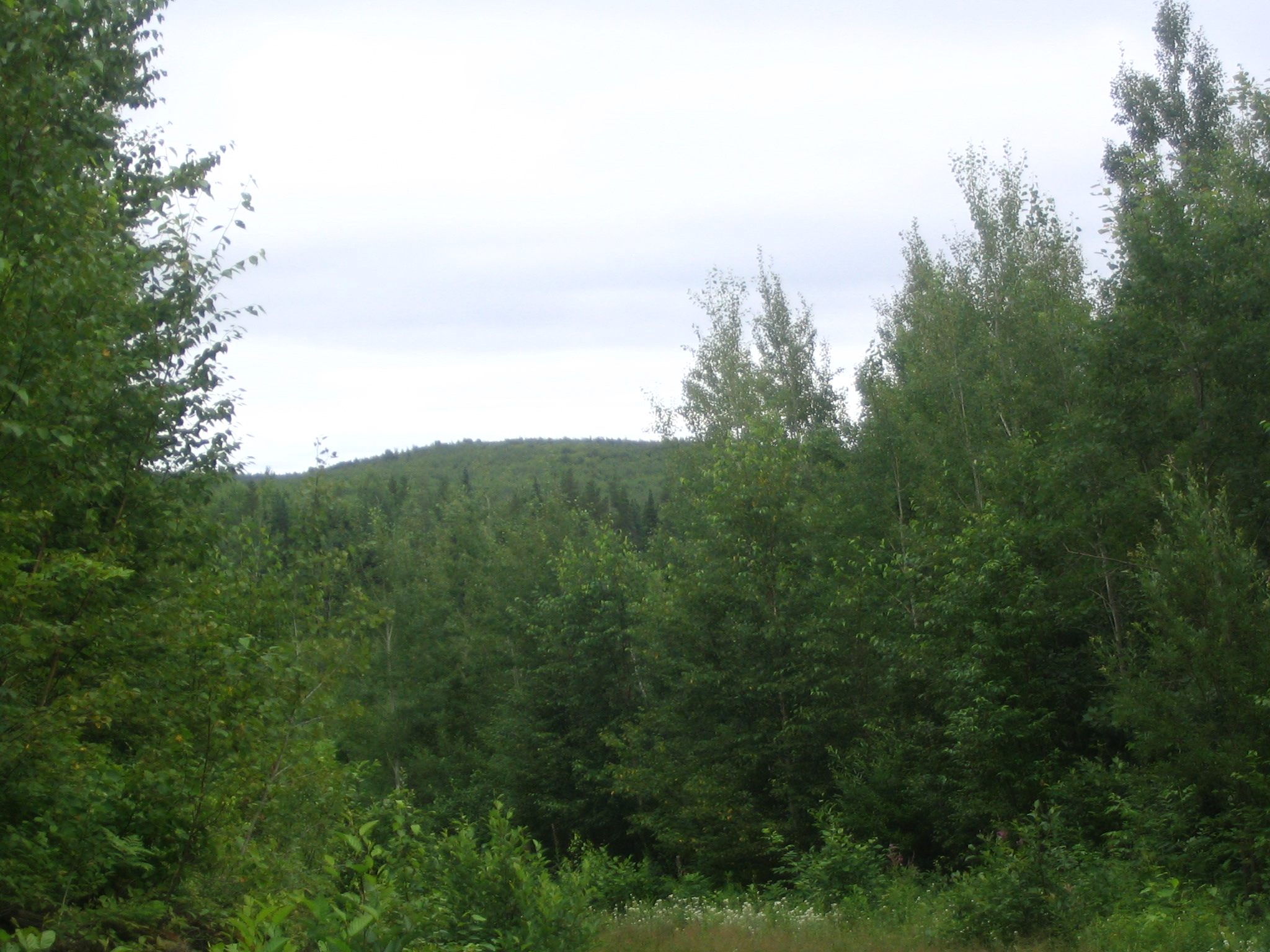
Colline à Val-Doucet

### Géologie

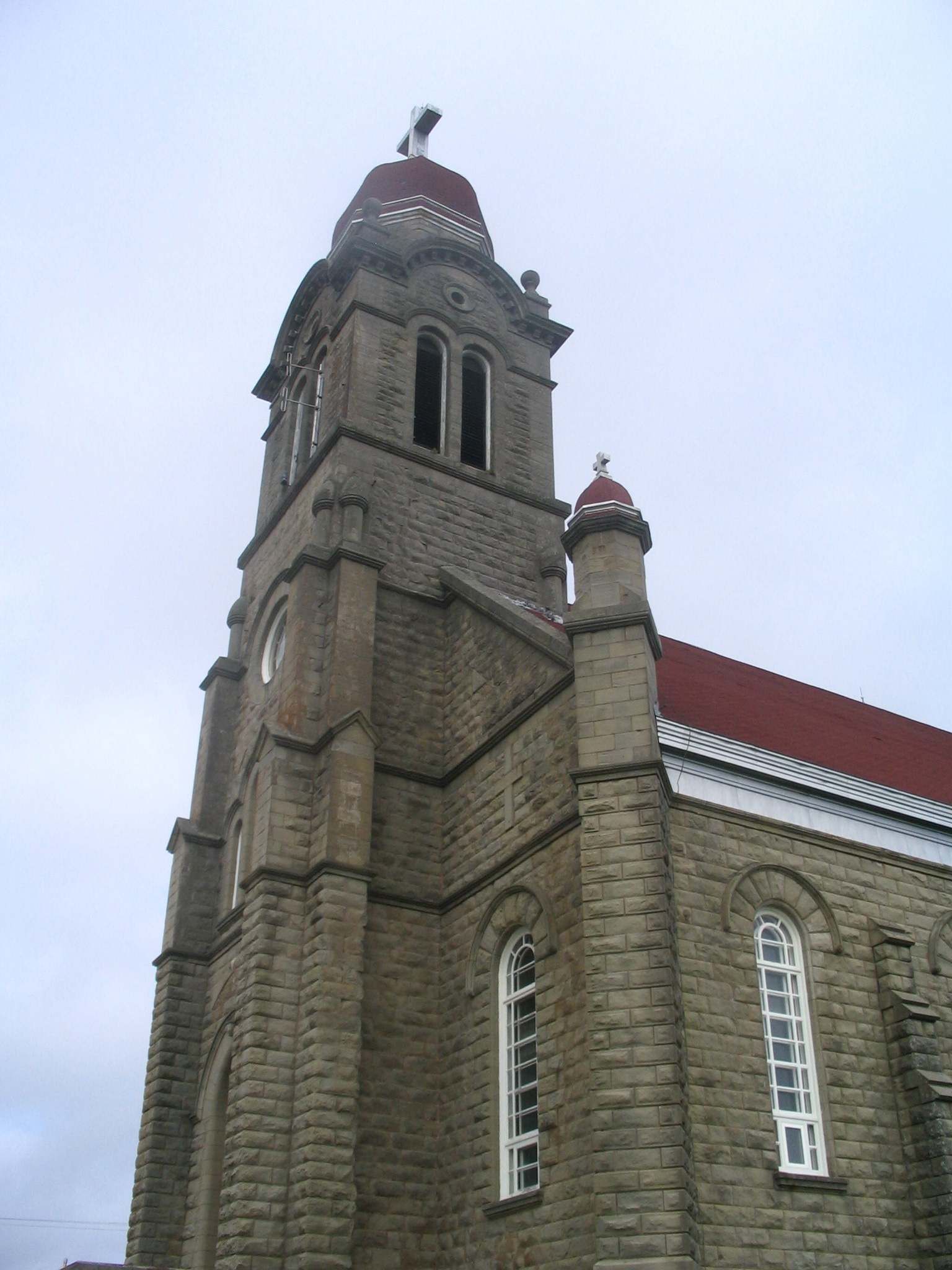
La pierre de Grande-Anse utilisée pour la construction de certains édifices.

Le sous-sol de la région est composé essentiellement de roches sédimentaires du groupe de Pictou datant du Pennsylvanien (anciennes de 300 à 311 millions d'années). Dans l'Ouest, le grès a des couleurs vert olive, gris, chamois et rouge, le tout interstratifié d'argilite et de conglomérats. Sur le littoral, le grès gris est recouvert de grès et de conglomérats rouges. Des fossiles sont visibles à plusieurs endroits. À Pigeon Hill, ils sont partiellement remplacés et incrustés de malachite et de connellite. Le dyke de Caraquet, composé de diabase, se rend en ligne droite de l'île de Caraquet jusqu'au ruisseau à la Truite en passant en plein centre de Caraquet et de Paquetville. Il est exposé à l'île et à Caraquet et s'est formé il y a de 178 à 200 millions d'années.
Du charbon en quantité variable et un peu de pétrole se trouve dans le sous-sol. Une vaste carrière côtière existait autrefois à Grande-Anse, dont ont utilisait les pierres pour faire des meules ou construire les églises de la région. Du grès gris chamois a aussi été exploité dans la région de Paquetville pour construire les églises.
Les roches pennsylvaniennes s'altèrent facilement pour former des sols acides et profonds. Le sol est relativement fertile sur le littoral, en partie à cause des conglomérats contenus dans le sous-sol, mais l'est très peu dans les hautes terres. Il a généralement une bonne texture et peu rocailleux dans les hautes terres alors que sa texture varie grandement sur le littoral. Les dépôts d'origine marine sont présents jusqu'à environ 10 kilomètres de la mer. Des sols d'origine organique se sont formés dans des secteurs côtiers plats et mal drainés, comprenant de vastes tourbières. La haute vallée de la rivière Pokemouche est le secteur le plus aride, dû à la présence d'un important dépôt d'origine glaciaire.

### Climat
La Péninsule acadienne a un climat continental humide. Le climat est tout de même sec au profit des Appalaches et des terres humides plus au sud, et frais dû à la présence du golfe du Saint-Laurent. Le climat est semblable dans toute la Péninsule mais le vent est deux fois plus fort sur le littoral et endommage les arbres. Il existe une station météorologique à Bas-Caraquet et une autre à Miscou.
| Mois                        | Jan   | Fév   | Mar  | Avr  | Mai  | Jui  | Jui  | Aoû  | Sep  | Oct  | Nov  | Déc  | Année |
| Températures minimales (°C) | -12,6 | -12,7 | -7,2 | -1,3 | 4,6  | 10,7 | 15,0 | 14,3 | 10,6 | 4,7  | -0,6 | -6,5 | 1,6   |
| Températures maximales (°C) | -5,2  | -3,9  | 0,6  | 5,8  | 13,0 | 19,4 | 22,0 | 21,5 | 17,5 | 10,7 | 4,7  | -0,6 | 8,8   |
| Températures moyennes (°C)  | -8,9  | -8,6  | -3,3 | 2,5  | 9,3  | 15,8 | 19,4 | 18,8 | 14,7 | 8,3  | 2,3  | -3,6 | 5,6   |
| Pluviométrie (mm)           | 31,4  | 49,3  | 64,6 | 63,2 | 85,5 | 61,3 | 71,8 | 66,8 | 73,2 | 95,6 | 93,9 | 74,6 | 900,5 |

### Milieu naturel
La Péninsule est située dans l'écorégion des basses terres de l'Est, qui s'étend sur un territoire plus grand compris entre Bathurst au nord et Sackville au sud. Plus précisément, la Péninsule acadienne regroupe la plus grande partie de l'écodistrict de Caraquet, qui comprend le littoral et s’étend dans les terres sur dix kilomètres en moyenne, et de l'écodistrict de Tabusintac, situé dans l'arrière-pays.
L'Ouest de la région est occupée par une vaste forêt qui recouvre une bonne partie de la province, entrecoupée seulement par les secteurs habités d'Allardville et de Saint-Sauveur. D'autres forêts plus petites existent, dont les principales sont situées au nord-ouest ainsi qu'au nord-est de Paquetville et au sud de Caraquet. La plupart des villes et villages sont en fait séparés par des forêts. L'Est est plutôt composé de tourbières et de marais, dont les plus grands sont les Terres Noires, la plaine de Shippagan, la plaine de Lamèque et la plaine de Miscou.
La biodiversité et les espèces rares de la région ont poussé à la création de la zone naturelle protégée de Tabusintac et de refuges d'oiseaux près de la rivière du Nord ainsi qu'à Inkerman. Toute forme d'industrie et l'agriculture sont fortement réglementées à Miscou.

#### Flore
Sur le littoral, la longue histoire de colonisation et d'exploitation forestière entraîne la prédominance des feuillus, en particulier l'érable rouge, le peuplier faux-tremble et le bouleau gris. Les creux des vallées et les secteurs ayant un sol à texture grossière sont peuplés d'épinette noire et de pin gris. Les pentes sont peuplées d'érable rouge, accompagnés d'épinette rouge, de pin blanc d'Amérique, de sapin baumier et de pruche. Dans les hautes terres, les sols acides et mal drainés ainsi que la fréquence des incendies expliquent la domination des conifères. Le sapin baumier, l'épinette rouge, la pruche et l'épinette blanche, mêlés de feuillus ont tendance à occuper les pentes alors que le pin gris se trouve dans les vallées de la rivière Tabusintac, de la rivière du Petit-Tracadie et de la Grande Rivière Tracadie. Les peuplements de feuillus y sont rares et poussent seulement sur les versants et les crêtes les plus abruptes. Ils sont généralement constitués de peuplier faux-tremble, de bouleau à papier et d'érable rouge. L'érable à sucre pousse en boisés épars dans les environs de Paquetville, une érablière compte des spécimens âgés de plus de 200 ans. La pruche a aujourd'hui presque disparu des forêts. Le thuya occidental et le mélèze laricin poussent généralement près des épinettes noires dans les secteurs mal drainés. L'aster du Saint-Laurent  et l'aster subulé poussent partout. La seconde a une forme unique dans la région et était autrefois considérée comme une espèce à part entière, l'aster de Bathurst. La Grande Rivière Tracadie accueille plusieurs plantes inusitées, telles que la sanguinaire du Canada et la pyrole mineure. Un orme blanc de Shippagan daterait de plusieurs siècles.
Un herbier complet de la Péninsule acadienne est en cours de réalisation depuis 2006.

#### Faune
L'île Miscou accueille de nombreuses espèces d'oiseaux migrateurs, dont certains égarés. La plus rare est le pluvier siffleur. La ravine de Tabusintac est un site de reproduction important pour le pluvier siffleur, les sternes et d'autres oiseaux de rivage. L'estuaire de la rivière Tabusintac, pénétrant loin dans les terres, constitue quant à lui un lieu privilégié pour le balbuzard pêcheur, le Grand Héron, le pygargue à tête blanche et la sauvagine. La plus grande colonie de bihoreaux gris des provinces maritimes se trouve près d'Inkerman, côtoyant aussi le Grand Héron.
Les marais salés du littoral abritent plusieurs espèces de papillons, dont le Cuivré des marais salés, le Petit Satyre des bois, le Porte-Queue de l'Ouest et le Satyre fauve des Maritimes, ce dernier étant menacé d'extinction. Dans l'écodistrict de Tabusintac, le Boloria pourpré et le Bleu verdâtre sont visibles à l'extrême ouest. L’Argynne cybèle est visible en grand nombre au bord de la Grande Rivière Tracadie.
Le Morse fréquentait la côte ouest de Miscou jusqu'au début du XIXe siècle.

## Histoire

### Origines

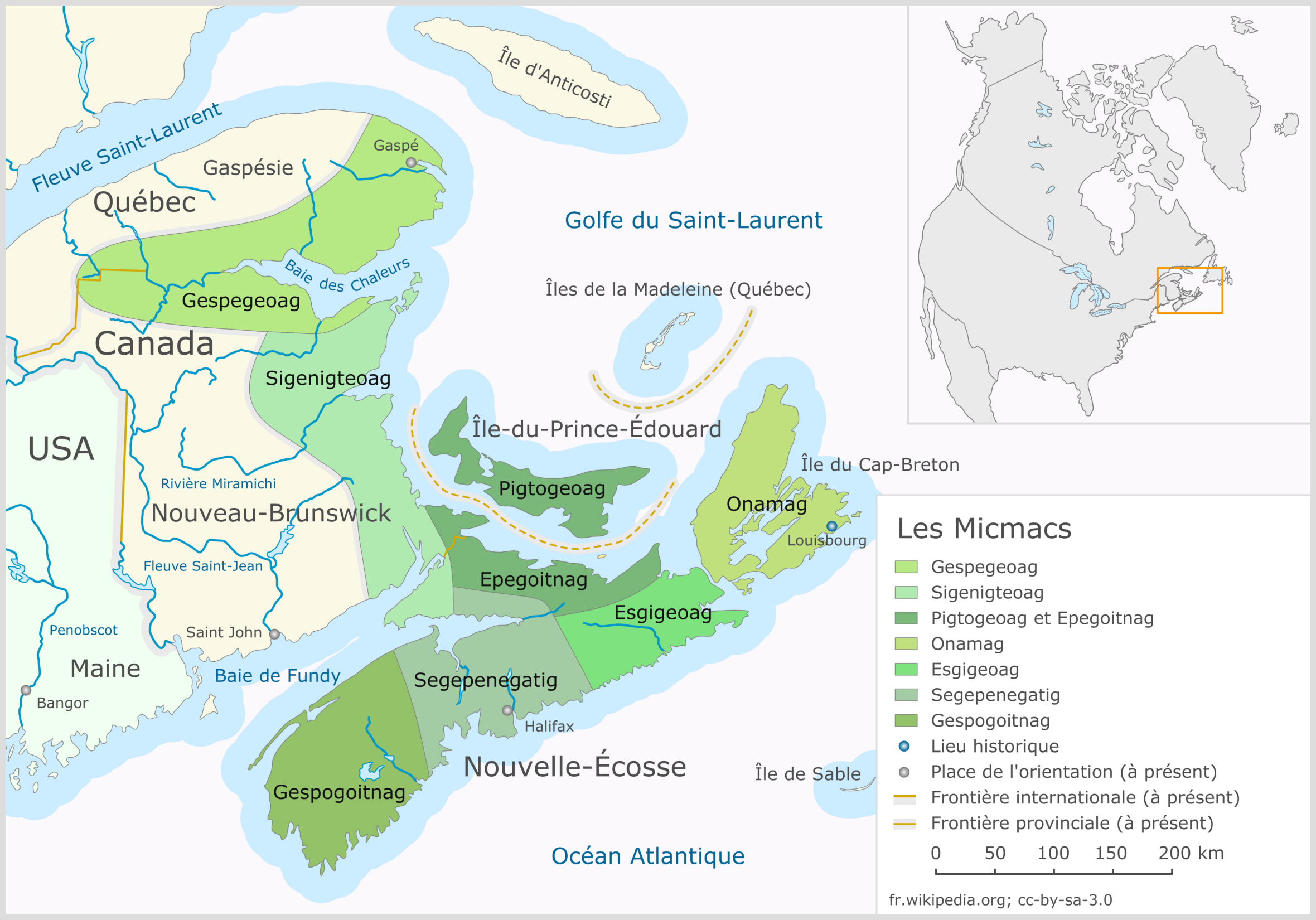
La terre des Micmacs.

Les Paléoaméricains sont arrivés dans l'est du Canada il y a dix millénaires. Ceux-ci vivaient principalement de pêche, de chasse au phoques et d'autres mammifères marins. Ils peignaient beaucoup d'objets en ocre rouge et la présence de cette substance dans leur tombe laisse supposer qu'ils avaient des rites funéraires élaborés. On ne sait pas avec précision où les Paléoaméricains vivaient mais des campements ont été découverts sur les rives de la rivière Pokemouche, de la Grande Rivière Tracadie, de la rivière Tabusintac et à Burnt Church.
Les Micmacs sont arrivés de l'ouest du Canada il y a environ 3 000 ans. Leur village le plus ancien est possiblement Red Bank, au bord du fleuve Miramichi. Dans la Péninsule, les Micmacs avaient des villages à Miscou, Inkerman, Tracadie, Tabusintac et Burnt Church, en plus de campements le long des principales rivières. Les Micmacs étaient nomades et avaient un style de vie semblable aux Paléoaméricains, en plus de faire un peu de chasse. Ils avaient un réseau de commerces avec d'autres peuples pour se procurer des aliments comme le blé d'Inde car ils ne faisaient pas d'agriculture. Les Micmacs se déplaçaient d'un lieu à l'autre en canot et avaient un important réseau de portages pour relier entre eux les différents cours d'eau.

### Explorations européennes

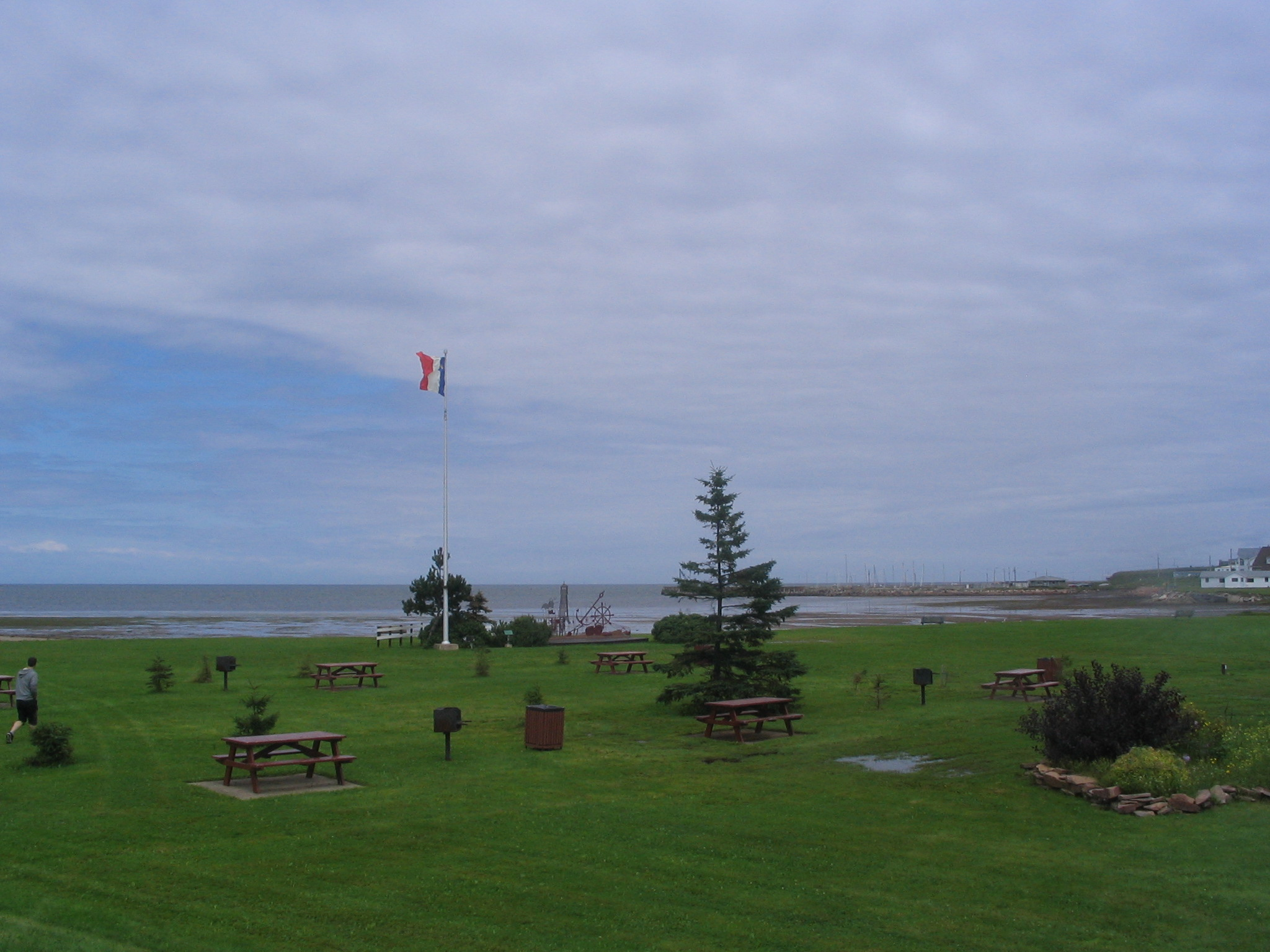
Le site du village de Gabriel Giraud.

Plusieurs hypothèses ont été élaborées quant aux premiers explorateurs européens arrivés dans la Péninsule, que ce soit des chevaliers en quête du Saint-Graal ou des moines irlandais. La théorie la plus plausible est que les Vikings, ayant fondé L'Anse aux Meadows vers l'an mil, aient visité la région. Quoi qu'il en soit, des pêcheurs européens ont fréquenté la région dès le XIIIe siècle. La première exploration du fleuve Miramichi a probablement eu lieu vers 1520-1521 par le portugais João Álvares Fagundes. L'explorateur français Jacques Cartier explore la côte du golfe du Saint-Laurent en juillet 1534, accoste à Miscou en 1534 puis explore la baie des Chaleurs. Il est accueilli par des Micmacs, avec qui il fait du troc. En 1604, après la fondation de l'Acadie par Pierre Dugua de Mons, Samuel de Champlain explore les côtes de la nouvelle colonie française, dont la Péninsule acadienne.
À partir de 1619, des postes de pêches et des missions catholiques sont établis à Miscou. Le premier Européen à vivre de façon permanente dans la Péninsule acadienne est probablement le breton Gabriel Giraud, arrivé au début du XVIIIe siècle et qui fonde Caraquet vers 1731. Quatre familles de pêcheurs normands s'établissent de façon permanente à son village.
Nicolas Denys reçoit en 1653 le monopole des pêches sur la côte comprise entre le cap Canceaux et Gaspé, y compris la Péninsule. Il devient gouverneur de ce territoire l'année suivante et s'établit au Cap-Breton mais installe aussi des postes à Miscou, Nipisiguit et Miramichi. Il retourne en France en 1670 après plusieurs faillites et laisse ses terres à son fils Richard Denys de Fronsac. Richard s'établit à Nipisiguit puis sans doute vers la fin des années 1670 au fort Sainte-Croix, à Miramichi. Il épouse la Micmaque Anna Palarabego. Richard Denys fait venir des prêtres missionnaires et fait cultiver la terre. Deux-cents Français habitent sur ses terres, un nombre considérable dans l'Acadie à l'époque. Afin d'assurer une présence continue aux missionnaires, il leur concède une terre à Miramichi en 1685. Denys de Fronsac vend sa demeure en 1686 et s'établit vraisemblablement à Chenabodiche, aujourd'hui appelé Burnt Church, où il construit un château en pierres. Anne Palarabego meurt en 1689 et Denys de Fronsac déménage à Québec, où il épouse Françoise Cailleteau, une Française. Leur fils Louis naît en 1690 et Denys de Fronsac meurt un an plus tard. Les possessions de Miramichi sont probablement détruites en 1690 lors de l'expédition militaire de William Phips vers Québec. David Basset, un Français passé au service du Massachusetts a lui aussi apparemment ravagé Miramichi en 1691. Le fort est complètement détruit en 1698. Les enfants métis de Richard Denys de Fronsac ne semblent pas avoir d'héritage et ses terres sont gérées par sa nouvelle épouse en attendant la majorité de Louis Denys de Fronsac.

### Déclin des Micmacs

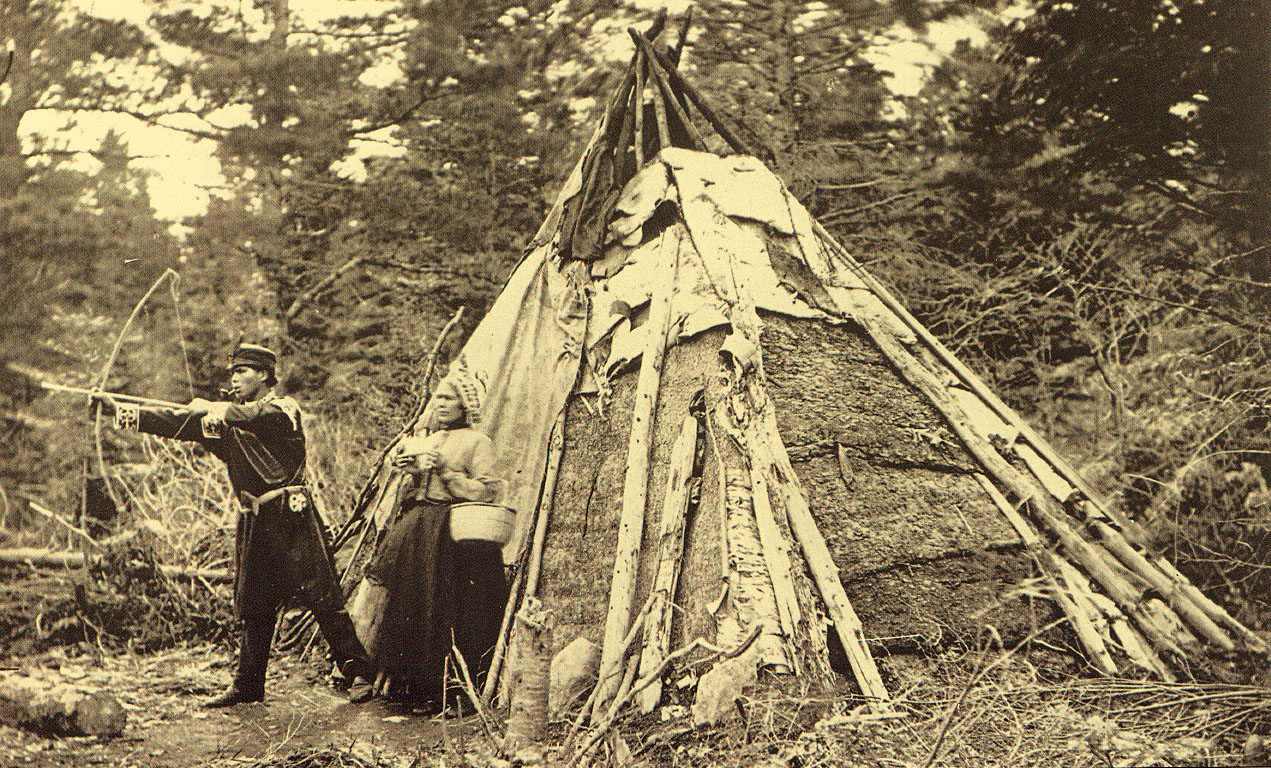
Micmacs au XIXe siècle.

Les Micmacs subissent depuis le XVIe siècle les effets du contact avec les Européens, considéré généralement néfaste. Nomades, les Micmacs deviennent sédentaires. En effet, Richard Denys les invite à se fixer de façon permanente à Chenabodiche (Burnt Church), car les Récollets considèrent que leur sédentarisation facilitera la christianisation. Bien que la traite des fourrures permette aux Micmacs d'obtenir des objets utiles comme des marmites en cuivre, ils deviennent de plus en plus dépendants des techniques européennes et même leur alimentation est transformée. Ils sont ainsi encouragés à cultiver le maïs. La première expérience, dirigé par l'abbé Thury, a lieu à Miramichi en 1685-1688. Dès la première moitié du XVIIe siècle, les Jésuites remarquent les effets néfastes de l'alcool vendu par les marchands européens. À l'instar des autres nations amérindiennes, les Micmacs souffrent grandement des maladies des Européens. De 10 000 habitants au XVIe siècle, la population passe à environ 3000 personnes au XVIIe siècle avant de lentement croître à nouveau. Membres avec d'autres nations algonquiennes au sein de la Confédération Wabanaki, alliée des Français, les Micmacs doivent affronter les Britanniques. Ils sont ainsi présents lors d'attaques contre la Nouvelle-Angleterre puis à Saint-Jean en 1697. Lorsque les Britanniques gagnent le contrôle de l'Acadie en 1713, ils lancent des attaquent contre les Micmacs, qui selon certains auteurs correspondent à une véritable politique de génocide.
Les réserves de Burnt Church, de Pokemouche et de Tabusintac sont concédées aux Micmacs en 1802.

### Arrivée des Acadiens

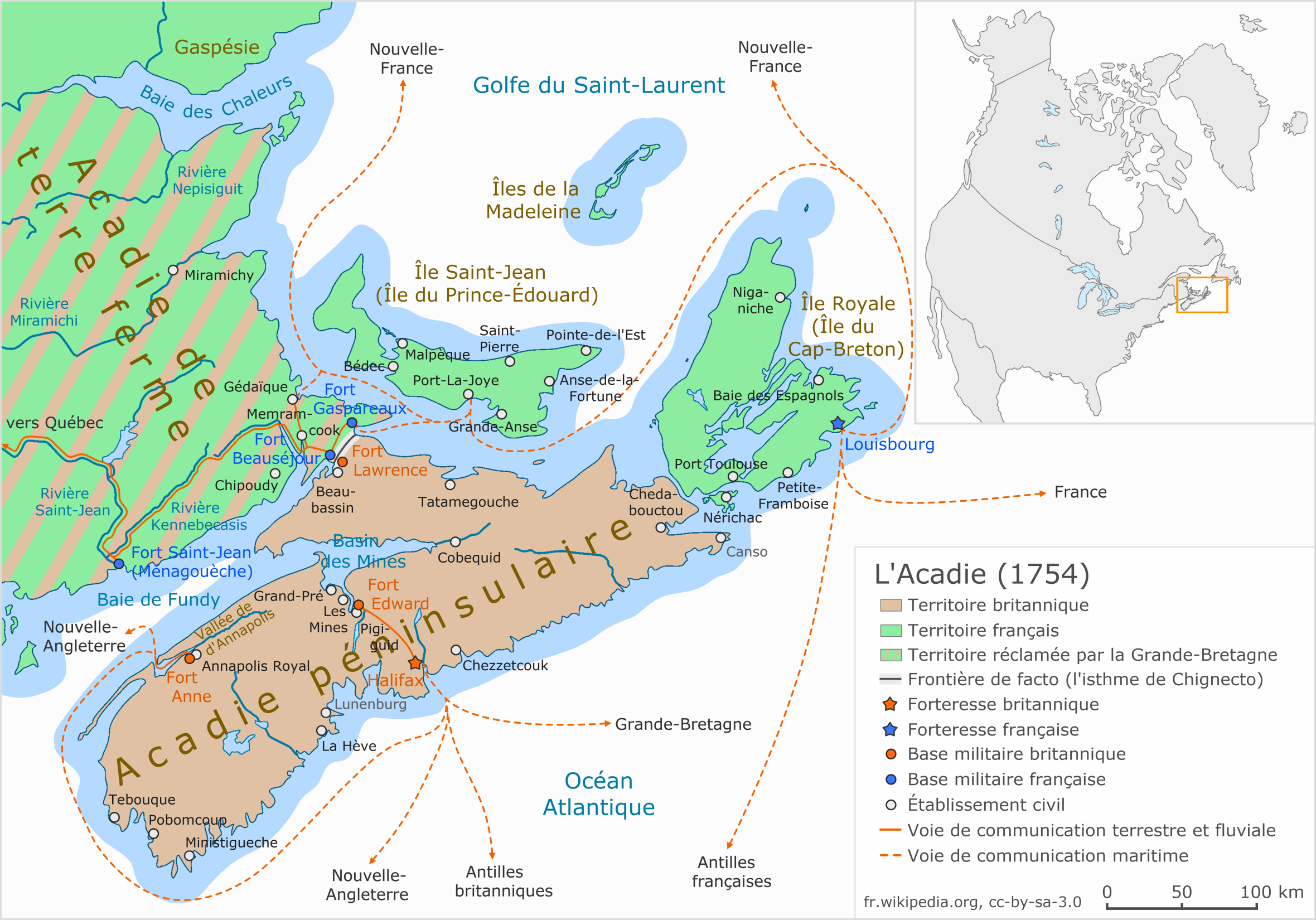
L'Acadie en 1754.

La région reçu sa première vague importante d'immigration à partir de 1757, lorsque des réfugiés de la Déportation s'établirent à Caraquet, à Chipagan et à Néguac. Une guerre de course s'organise alors contre les Britanniques à partir de Petite-Rochelle, ville fondée en 1758 par des réfugiés acadiens et normands en Gaspésie. En juillet 1760 a lieu la bataille de la Ristigouche, où la France perd définitivement le contrôle de la baie des Chaleurs au profit du Royaume de Grande-Bretagne. Petite-Rochelle est détruite et ses habitants se réfugient ailleurs et la plupart des Français se rendent puis retournent en France mais certains corsaires continuent de sévir. Le capitaine Saint-Simon, avec un équipage de 47 corsaires normands, doit se réfugier dans la baie Saint-Simon en octobre 1760 pour échapper à une frégate britannique. Saint-Simon retourne en France en 1761, alors que plusieurs membres d'équipage grossissent la population de Caraquet et de Chipagan et fondent Saint-Simon en 1762. À l'été 1761, Pierre du Calvet effectue un recensement de la baie des Chaleurs au profit du gouverneur Murray. À la suite de ce recensement et en représailles de la guerre de course, Roderick MacKenzie, guidé par le chef de Pokemouche Étienne Echbock, organise un raid contre la population acadienne en octobre 1761. Après avoir capturé la population de Nipisiguit, MacKenzie prend seulement 20 personnes de Caraquet, ayant conclu un arrangement avec le fils de Gabriel Giraud, Jean-Baptitste. Il capture ensuite la plupart des gens à Chippagan mais doit abandonner une partie de ses prisonniers à Miscou dû au manque de place sur les bateaux et les laisse sous la surveillance des Micmacs. MacKenzie se rend ensuite à Néguac mais ne trouve personne, la population s'étant cachée dans la forêt. Les Acadiens ayant échappé à ce raid se réfugient à d'autres endroits de la baie des Chaleurs, comme à Bonaventure ou à Miscou.
Raymond Bourdages fonde un poste de pêche à Caraquet en 1762. Plusieurs pêcheurs normands s'établissent en ville.
En 1763, la Grande-Bretagne obtient toute l'Acadie par la signature du traité de Paris. La proclamation royale de 1763 permet ensuite aux Acadiens de revenir s'établir dans leurs villages. Le jersiais Charles Robin s'associe à d'autres marchands en 1766 pour développer la pêche de la morue. En 1776, lors de la révolution américaine, des corsaires attaquent les possessions britanniques, dont les installations de Bourdages et de Robin. En 1779, John Allan soulève les Micmacs contre les Britanniques. Ils attaquent le port de Caraquet et participent en juillet à une bataille dans le fleuve Miramichi mais sont capturés par le Viper et emprisonnés à Québec. Un traité de paix est signé le 22 septembre entre le chef John Julien et Michael Francklin au nom des Micmacs de Pokemouche, de Miramichi et de la Ristigouche. Charles Robin rétablit ses activités en 1783 et fonde un important poste de pêche à Caraquet. À cette époque, les familles vivent dans des maisons de toutes saisons plus loin dans les terres et plusieurs construisirent alors des cabanes de pêche au bord de la mer. Le village de Maisonnette serait nommé ainsi pour cette raison.
Des missionnaires catholiques visitent à nouveau les lieux à partir de 1768. La première chapelle est construite à Sainte-Anne-du-Bocage en 1791.
Après la Déportation, Memramcook devient le principal village de l'Acadie et ses habitants fondent plusieurs autres villages. C'est ainsi que Tracadie est fondé en 1785 par Michel Bastarache et Joseph Saunier. Les réfugiés du raid de Roderick MacKenzie fondent Lamèque en 1790. Les familles Duguay et Mallet, auxquelles se joignent les Robichaud, fondent quant à eux Shippagan en 1791. La vallée de la rivière Pokemouche est colonisée à partir de 1797 par Isidore Robichaud, qui s'établit à Inkerman. Pokemouche est fondé en 1812 par Gilbert Duke et John Tophem. La partie la plus au nord-ouest de la Péninsule était peu fréquentée, les hautes falaises en rendant l'accès difficile par la mer. Simon Landry, le petit-fils d'Alexis Landry, fonde Grande-Anse en 1808 puis la famille Thériault se déplace en 1819 et fonde l'Anse-Bleue. Les Caps sont colonisés durant les années suivantes, par des immigrants britanniques et des Acadiens provenant de Grande-Anse.

### Renaissance acadienne (1840-1880)

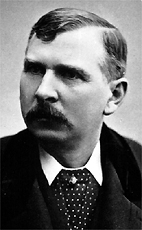
K.F. Burns.

La première église catholique est construite à Néguac en 1843.
Le lazaret de Tracadie est fondé en 1849 et on y soigne tous les lépreux de l'est du Canada jusqu'en 1965.
La confédération canadienne nuit grandement à l'économie des provinces Maritimes. Paquetville est fondé en 1866 comme village agricole. Burnsville est fondé en 1874 par Kennedy Francis Burns pour l'exploitation forestière. Saint-Isidore, au sud de Paquetville, est fondé en 1876 par le père Gagnon alors que Saint-Léolin, entre Paquetville et Grande-Anse, est fondé en 1878.
L'Acte de l'Amérique du Nord britannique prévoyait la construction du Chemin de fer Intercolonial de Montréal vers l'océan Atlantique. Malgré la proposition de l'ingénieur Sanford Fleming de construire le terminus à Pokesudie, le trajet est dévié vers Halifax lorsque les travaux débutent en 1868. La construction d'un chemin de fer plus modeste par la Caraquet Railway Company, basée à Bathurst et présidé par Kennedy F. Burns, débute en 1887. Burns fait dévier le trajet une première fois vers Burnsville pour bénéficier son usine, puis déplace le terminus de Pokesudie à Shippagan pour des raisons électorales.

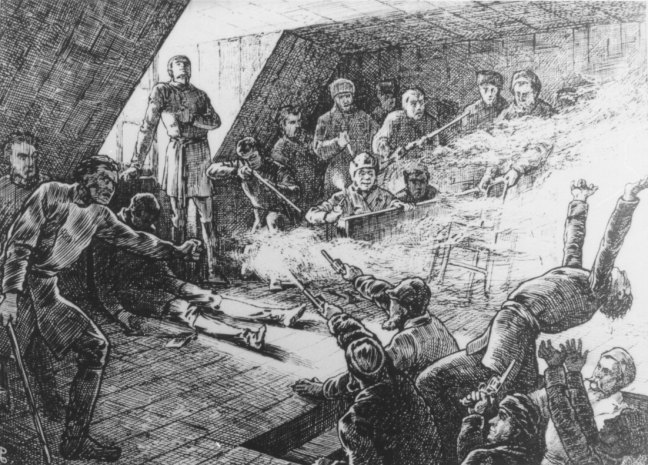
La fusillade du 27 janvier.

En 1871, le gouvernement provincial adopte la Common School Act, qui améliore le financement des écoles mais rend l'enseignement du français plus difficile et met fin à l'enseignement religieux. Appuyés par les Irlandais de la province, quelques députés et le clergé, les habitants protestent et demandèrent un réseau d’écoles catholiques. Cette crise causa la défaite de plusieurs députés provinciaux et fédéraux, affaiblit le gouvernement de John A. Macdonald et contribua à sa chute. Les pêcheurs de Caraquet étaient alors très appauvris par la méthode de paiement des compagnies qui les payaient avec des jetons pouvant seulement être échangés à leur magasins. Les compagnies donnaient uniquement de quoi survivre au pêcheur et pas assez pour s'émanciper. Le mécontentement causé par la loi, ajouté à la situation économique des pêcheurs, causèrent un soulèvement d'un partie de la population. Cela dégénèrera en l'affaire Louis Mailloux, des émeutes de deux semaines à Caraquet. La police intervint avec l’aide d’une milice et de l’armée canadienne. Il y eut deux morts lors d'une fusillade le 27 janvier 1875 : John Gifford, un milicien venu de Newcastle, et Louis Mailloux.
Il n'y a toujours pas de médecins dans la Péninsule acadienne à la fin du XIXe siècle. Pour cette raison, Stanislas-Joseph Doucet, devenu curé de Pokemouche en 1877, étudie l'homéopathie. Il soigne ainsi des gens à 40 kilomètres à la ronde, vend ses remèdes par correspondance et reçoit le surnom d'« homme aux miracles ». Son succès lui apporte plus tard les critiques de médecins nouveaux venus.

### Époque contemporaine

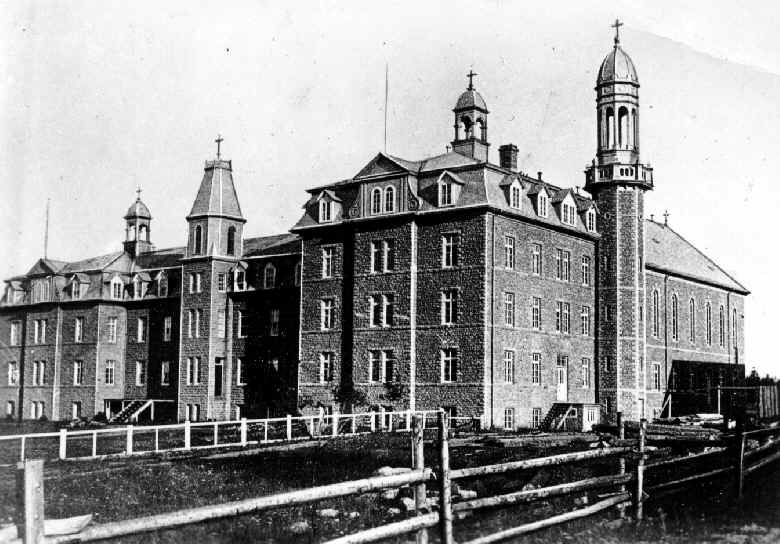
Le Collège Sacré-Cœur.

Le Collège Sacré-Cœur est fondé à Caraquet en 1899. La Banque du Peuple ouvre la première succursale bancaire en Acadie en 1906 dans la même ville. Le Collège Sacré-Cœur est détruit dans un incendie en 1915. Il est finalement reconstruit à Bathurst en 1921, en partie à cause du mauvais service ferroviaire.
Le comté de Gloucester est durement touché par la Grande Dépression. Le village agricole de Notre-Dame-des-Érables est fondé à l'ouest de Paquetville en 1939 pour accueillir les familles pauvres. L'établissement s'étend aux hameaux de Rocheville et de Val-Doucet dans les années 1950.
L'électricité fait son arrivée à Caraquet en 1939. L'exploitation de la tourbe commence en 1940.
La concurrence entre les compagnies de pêche nuit aux activités de la compagnie Robin, qui ferme son établissement de Caraquet en 1958.
La Péninsule acadienne est administrée à partir de 1826 par la municipalité du comté de Gloucester, dont le chef-lieu est à Bathurst, dans la région Chaleur. Shippagan est constitué en municipalité en 1948. À la même époque, la Chambre de Commerce de Caraquet joue un grand rôle dans le développement de la ville. Elle propose la constitution, qui est chose faite en 1961. Découlant du programme « Chances égales pour tous » de Louis Robichaud, les municipalités de comté sont dissoutes en 1966 et de nombreux district de services locaux et municipalités sont donc constitués pour les remplacer. Tracadie devient graduellement le principal centre administratif et ce balancement du pouvoir local dans la Péninsule augmente le taux de participation aux élections.
La construction navale, dont dépend l'économie du Nouveau-Brunswick dans les années 1960, décline. Le gouvernement provincial tente alors de construire des filatures pour relancer l'économie mais uniquement dans la région de Saint-Jean. Des personnalités de la Péninsule parviennent à convaincre le gouvernement d'en ouvrir certaines dans la région. C'est ainsi qu'il y aura la Sunshine Mills à Tracadie, la Cirtex puis Medina Mills puis Wink à Caraquet et Fils Fins Atlantique à Pokemouche, qui fermeront toutes après avoir créé de nombreux emplois mais aussi engouffré plus de 120 millions de dollars de fonds publics. Durant les années 1960, le Nouveau-Brunswick projette de construire une première centrale nucléaire et l'un des sites proposés est l'Anse-Bleue. Les habitants s'opposent à la construction et elle est plutôt installée à Pointe Lepreau. Notre-Dame-des-Érables étant toujours sous-développé en 1960, un projet du gouvernement provincial crée une bleuetière coopérative. Deux autres projets importants des années 1960 sont la construction d'un port à Pokesudie, projet annulé qui deviendra finalement le port de Belledune, et une gigantesque aciérie dans le même village, qui elle aussi ne sera pas construite.
Fondé en 1948, le couvent de Shippagan devient en 1960 le collège Jésus-Marie. Il est annexé au Collège de Bathurst en 1963 puis à l'Université de Moncton.
En 1970, le Lady Audette coule au large de Miscou, sans laisser de traces. Son jumeau, le Lady Doriane, coule un an plus tard au large des Îles de la Madeleine, tuant trois des membres d'équipage, les autres étant sauvés par l'Apollo III. Ces neuf morts consternent la population et le troisième bateau de la série, le Marc Guylaine, est alors considéré comme dangereux. Il est acheté par le gouvernement fédéral, renommé puis déplacé sur la côte du Pacifique.
Le nombre de cours au Collège Jésus-Marie de Shippagan augmente en 1972. En 1975, un rapport propose son élargissement alors qu'un autre propose sa fermeture. Une manifestation est organisée à Fredericton le 17 décembre 1975 et le même jour, l'Assemblée législative change la loi, qui réorganise l'Université en 1977, créant le Centre universitaire de Shippagan.
L'aéroport de Pokemouche ouvre ses portes en 1978.
Plusieurs crises secouent la pêche du crabe des neiges dans les années 1980 et un moratoire est imposé sur la pêche de la morue en 1992, nuisant à l'économie.
Le Centre universitaire de Shippagan connait une expansion majeure entre 1993 et 1995.
Un policier est blessé lors d'une émeute en 1996 au port de Shippagan. En décembre de la même année, le ministre de l'éducation annonce la fermeture de plusieurs écoles rurales. En mai 1997, les parents des villages en question manifestent pour sauver leurs écoles de la fermeture mais la GRC, encore sous le choc de l'émeute de 1996, réprime violemment les manifestations, causant les émeutes de Saint-Sauveur et Saint-Simon. Après des années de manifestations, de procès et d'enquêtes, la GRC s'excuse publiquement.
En 1999, s'appuyant sur une décision de la Cour suprême du Canada, les Micmacs de Burnt Church décident de pêcher le homard toute l'année, ce qui causera la perte de l'industrie selon les pêcheurs non amérindiens. Jusqu'en 2001, plusieurs casiers, bateaux et bâtiments micmacs et acadiens sont incendiés par les deux parties, alors que plusieurs affrontements ont lieu entre la GRC et les Micmacs. C'est la crise de Burnt Church.
Le CCNB-Péninsule acadienne est fondé à Shippagan en 2000.

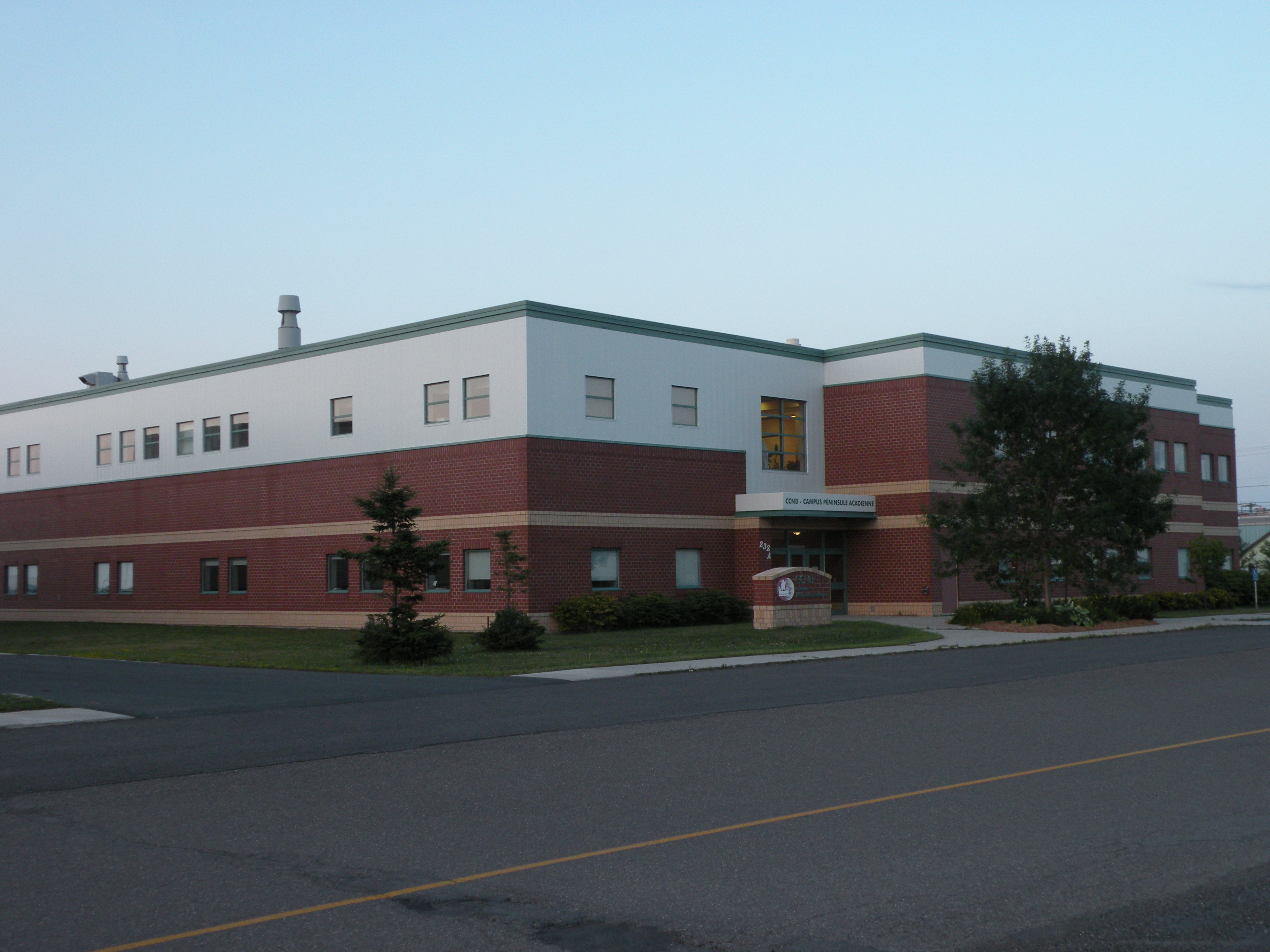
Le CCNB-Péninsule acadienne.

Le 2 mai 2003, Pêches et Océans Canada modifie les quotas de pêche au crabe des neiges au détriment des pêcheurs traditionnels. Le 3 mai, lors d'un mouvement de protestation national, une émeute éclate dans le port de Shippagan, où 250 personnes incendient des bateaux, des agrès de pêche et des bâtiments. La plus grande enquête criminelle de l'histoire du Nouveau-Brunswick a lieu par la suite.
L'Hôtel-Dieu de Lamèque et l'hôpital de l'Enfant-Jésus de Caraquet sont fermés en 2004, alors que l'Hôpital Régional Chaleur voit son service augmenté. Cela cause une série de manifestations ainsi qu'une bataille judiciaire, la population affirmant que cela nuira à la qualité des services en français. Malgré une défaite en cour, les services sont peu à peu rétablis jusqu'en 2008, où les établissements redeviennent des hôpitaux et qu'un quatrième centre de santé communautaire est ouvert à Saint-Isidore.

## Culture

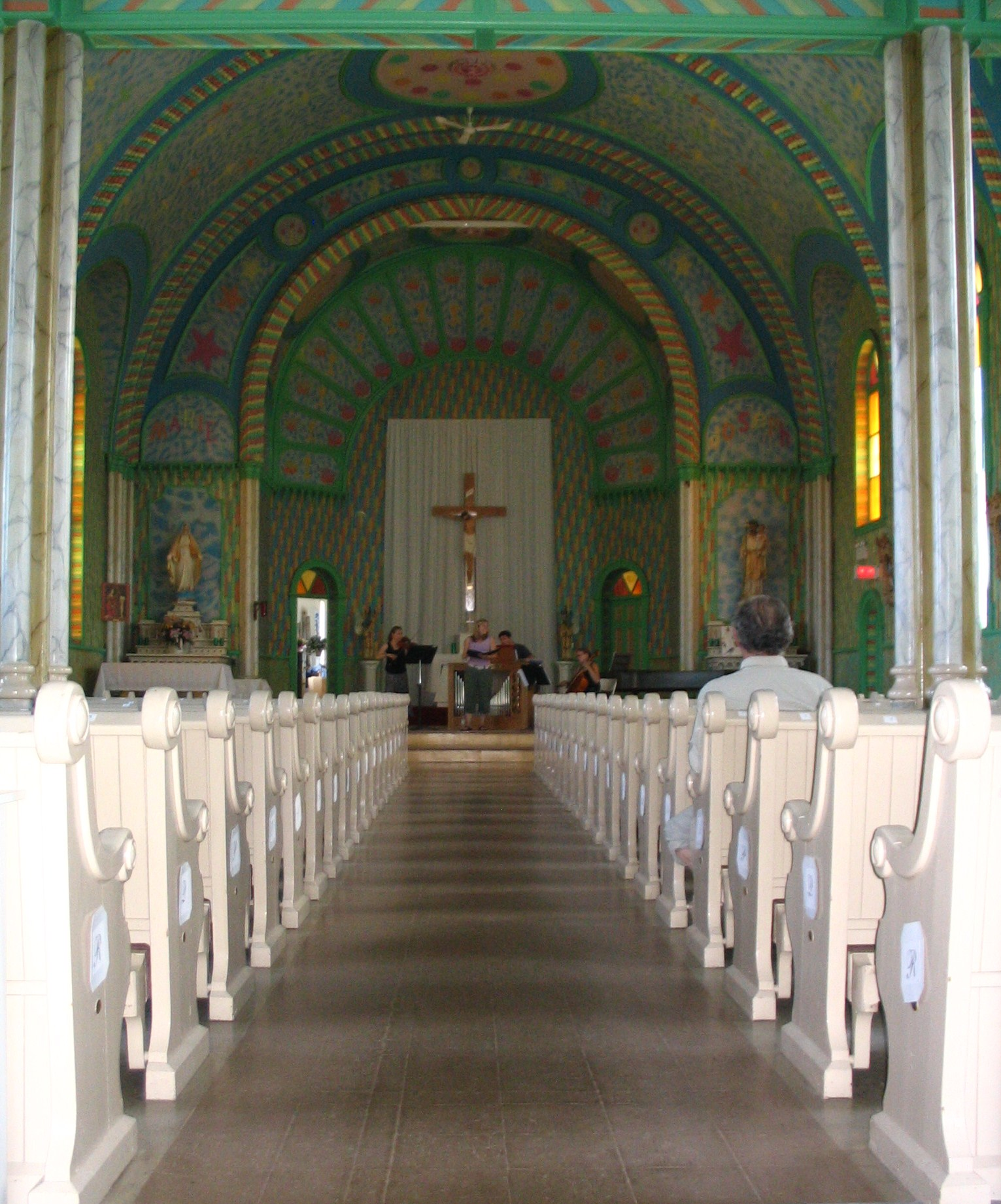
L'église Sainte-Cécile.

### Architecture

#### Structures et bâtiments publics

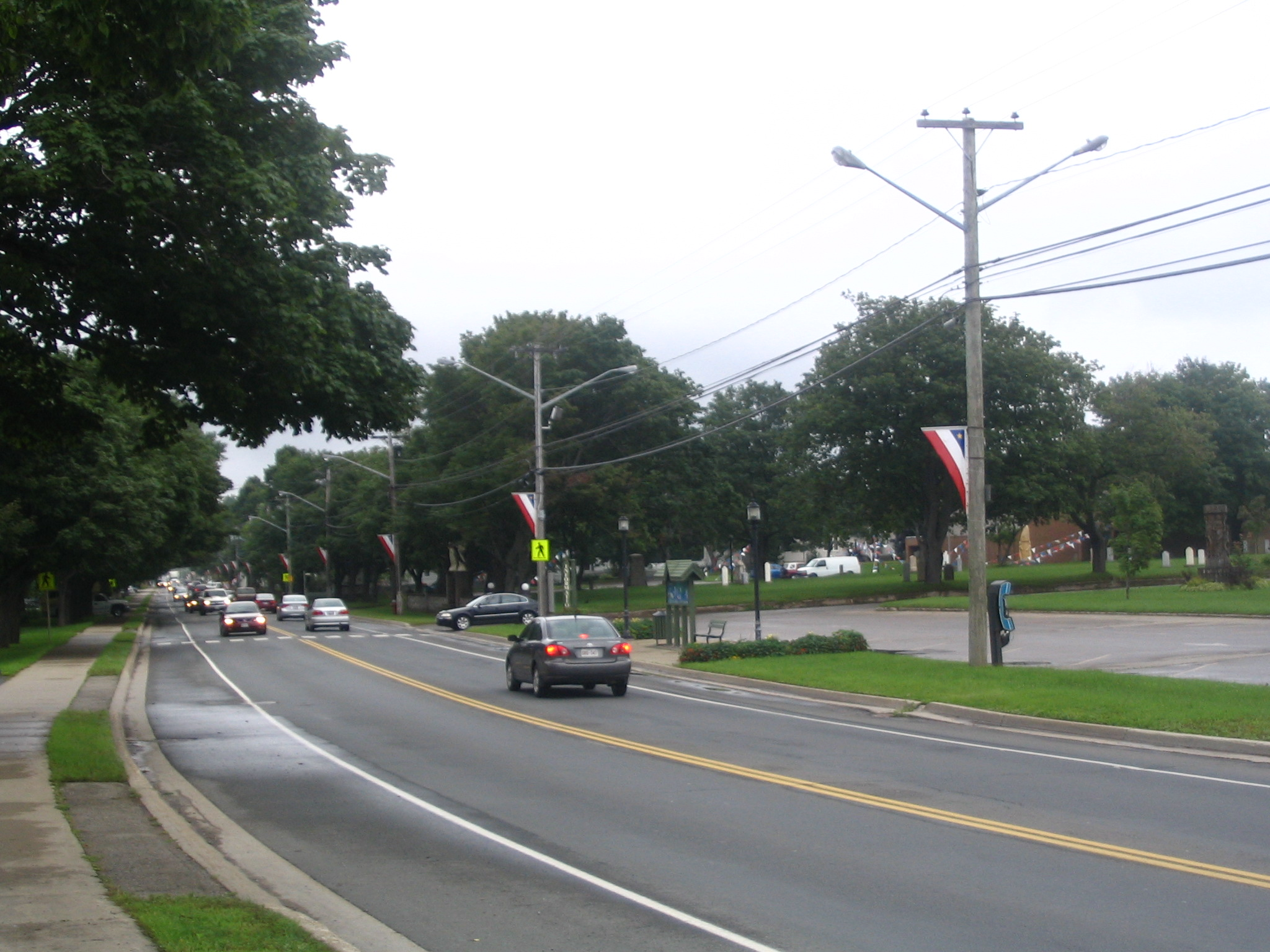
Le typique boulevard Saint-Pierre de Caraquet, longue allée bordée d'arbres.

Le village de la Péninsule acadienne est construit le long d'un chemin principal, étant donc un village-rue. Le centre est occupé par une haute église située généralement au coin de routes importantes pour être visible de loin et parfois devant une place comme à Caraquet. Les agglomérations portuaires sont aussi centrées sur le port alors que Grande-Anse s'organise plutôt autour de l'ancienne gare. L'hôtel de ville étant récent, il est souvent situé à l'écart du centre.
La Péninsule acadienne fait face à un problème d'étalement urbain.

### Gastronomie
La cuisine acadienne utilise couramment des ingrédients comme le poisson, le porc et quelques légumes dont les fèves séchées, les patates (pommes de terre), le chou et le navet. Les plats à base de céréales comme le gruau, les crêpes et le pain sont très fréquents. Aux produits locaux s'ajoutent ceux provenant d'un commerce ancien avec les Antilles et le Brésil, tels que la mélasse, la cassonade, les raisins secs et le riz. Dans la région, les assaisonnements se résument aux herbes salées, aux oignons et à la sarriette. Parmi les plats communs aux différentes régions comme le pâté de viande et le boudin, le plus populaire reste le fricot, une soupe dont il existe une vingtaine de variétés dont au poulet, au poisson, au fruits de mer et au gibier. Un autre plat populaire est la soupe aux légumes et à l'orge, aussi appelée soupe du dimanche, soupe à toutes sortes de choses, soupe à la ferraille ou grosse soupe. Par contre, les mets faits de patates râpées, tels que le chior et la poutine râpée, sont inconnus. C'est l'une des seules régions où l'on consommait autrefois le castor, la marmotte, l'ours et le goéland.

### Langue

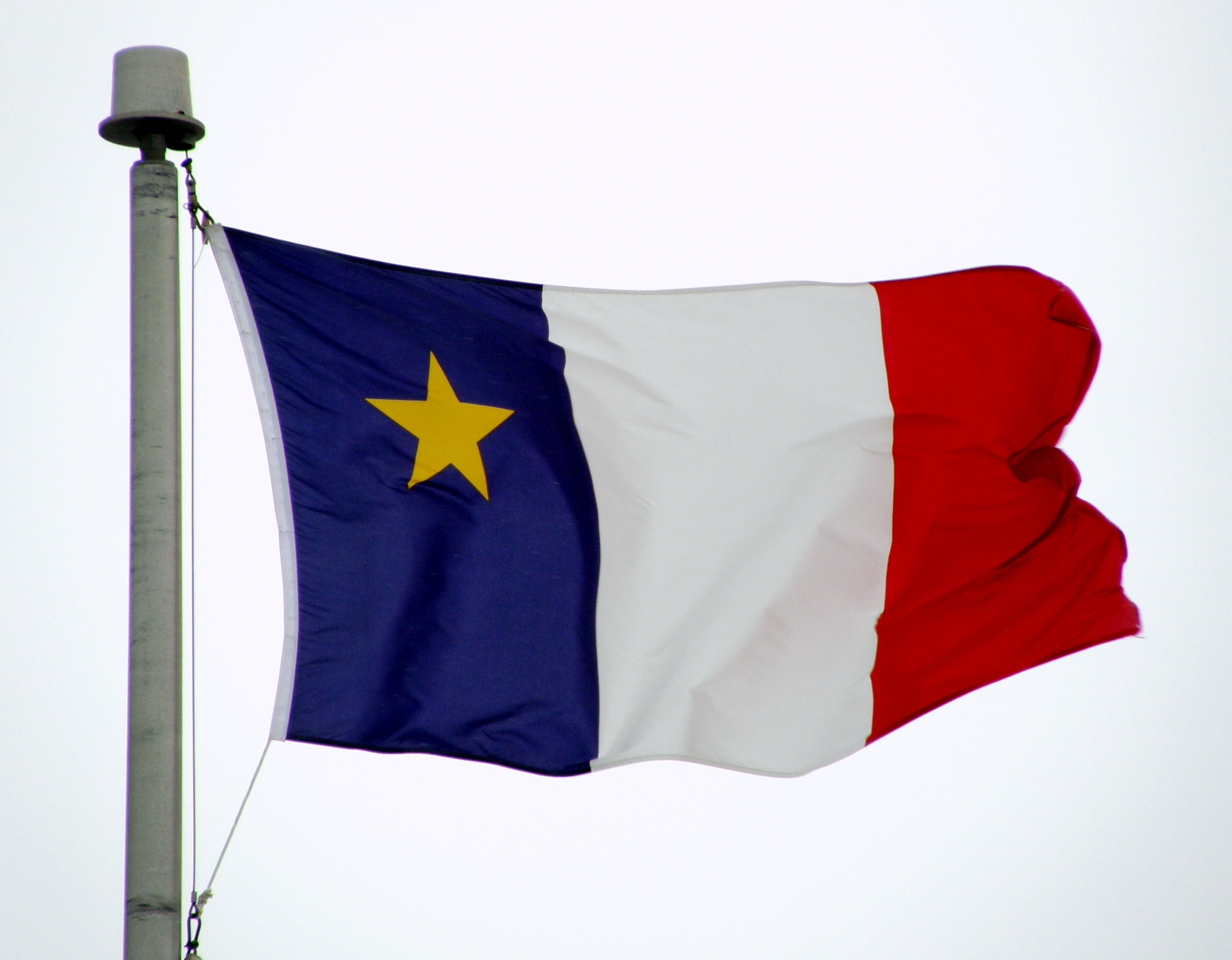
Le drapeau de l'Acadie.

Le drapeau Micmac.

La plupart des municipalités et des DSL comptent plus de 95 % de francophones. L'anglais est présent surtout au sud de la Péninsule, limitrophe de la vallée du fleuve Miramichi, à majorité anglophone. Les communautés en question sont Tabusintac, Oak Point-Bartibog Bridge, Brantville et Barryville-New Jersey. De plus, 6 % de la population de Saint-Léolin a l'anglais comme langue maternelle, et cette proportion monte au tiers à Miscou.
À Burnt Church, près de 41 % de la population a le micmac comme langue maternelle et 55 % a l'anglais. Cette population est fortement anglicisée car le micmac est utilisé couramment par près de 16 % des gens, alors que 77 % utilisent l'anglais.

### Traditions, folklore et événements
Le folklore de la Péninsule acadienne est varié. Les plus vieilles légendes sont d'origine micmaque, telle la Gougou, une ogresse vivant dans la plaine de Miscou. Le folklore local fait son apparition dans la littérature dès les premières explorations européennes, Samuel de Champlain mentionne la Gougou, alors que d'autres explorateurs parlent de la butte d'Or, située aux confins de la Péninsule et visible de la baie des Chaleurs. D'autres légendes dérivent de la présence de pirates et d'événements historiques, tel que le Bateau fantôme annonçant le mauvais temps. L'île au trésor de Miscou est nommée ainsi d'après un trésor ne pouvant être capturée mais des légendes semblables existent à d'autres endroits comme Le Goulet. Certaines légendes sont communes à de nombreuses régions francophones, telles que le Bonhomme sept-heures et le diable danseur.
La fête nationale de l'Acadie est célébrée dans de nombreuses communautés le 15 août, donnant lieu à des spectacles, des feux d'artifice et plusieurs traditions dont les deux principales sont le tintamarre et la bénédiction des bateaux. De nombreux autres festival ont lieu, Caraquet en compte une dizaine. À Saint-Simon, l'arrivée du Capitaine Saint-Simon est recrée à chaque année durant le festival des Coques.

### Tourisme
La Péninsule acadienne possède de nombreuses attractions touristiques. L'écoparc de Lamèque permet d'observer plusieurs des milieux naturels de la région, abrite de nombreuses espèces d'oiseaux et possède un arboretum comprenant une trentaine d'essences.
La région compte plusieurs musées, soit le Musée des Papes de Grande-Anse, le Musée de la Bière de Bertrand, l'éco-musée de l'huître et le Musée Acadien de Caraquet et le Musée historique de Tracadie. L'hôtel de ville de Paquetville possède aussi une salle historique.

## Administration

### Municipalités
La Péninsule acadienne compte quatre villes, dix villages, trois réserves indiennes et cinquante cinq districts de services locaux (DSL). Les DSL et les réserves indiennes ne sont pas à proprement parler des municipalités. Les trois réserves sont sous la gestion de la première nation de Burnt Church, ou Eskɨnuopitijk. À noter que certaines municipalités regroupent plusieurs hameaux. Pour plus de détails, voir la liste des lieux-dits du comté de Gloucester et la liste des lieux-dits du comté de Northumberland.

### Une péninsule, une ville
Depuis plusieurs années, il y a un projet de fusionner toutes les municipalités et DSL de la Péninsule acadienne pour créer une seule cité. Cette cité compterait alors 50 000 habitants et serait donc la 4e en importance dans la province. Elle comprendrait quatre arrondissements correspondant aux circonscriptions électorales provinciales, soit Caraquet, Centre-Péninsule, Lamèque-Shippagan-Miscou et Tracadie-Sheila. Toutes les villes et villages deviendraient des quartiers de ces arrondissements, et l'hôtel de ville serait installé à Pokemouche. La cité serait nommée Beausoleil, en l'honneur de Joseph Brossard dit Beausoleil. L'ancien premier ministre Bernard Lord s'est prononcé en faveur de cette fusion en 1999. Le projet a refait surface en avril 2002, lorsqu'un groupe local de la SAANB a envoyé une demande officielle à chaque conseil municipal ou consultatif des DSL. Le projet n'a pas porté fruit, mais une enquête réalisée quelques mois plus tard révélait que la majorité des habitants de la région est en faveur de la fusion,.

## Économie

### Secteur primaire

#### Agriculture
L'agriculture n'a jamais été très développée dans la Péninsule acadienne. Le sol y généralement pauvre, acide dans les régions marécageuses de l'est et rocailleux à l'ouest, seul Pokemouche à l'un des meilleurs sols de la côte est de la province. L'agriculture mixte est tout de même pratiquée par endroits, dominé par la culture de l'avoine et de fourrage dont le foin. Les patates (pomme de terre) sont cultivées à Caraquet et à Néguac. Plusieurs bleuetières existent dans l'ouest de la Péninsule (secteurs de Paquetville et de Saint-Isidore) ainsi que dans le secteur de Shippagan. L'ouest compte aussi des élevages de bovins, des érablières ainsi que des cultures d'orge. Les sapins de Noël, sont cultivés dans l'ouest et à Néguac. Notre-Dame-des-Érables compte ainsi le plus grand producteur de couronnes de l'avant au Canada.

#### Pêche

Lamèque et son port.

La Péninsule compte 17 ports, utilisés par les pêcheurs et les plaisanciers. Le port de Caraquet et le port de Shippagan sont les deux principaux ports de la province. Celui de Shippagan compte un terrain pour entreposer les bateaux hors-saison ainsi qu'une station de la Garde côtière canadienne alors que celui de Bas-Caraquet compte un chantier naval.

#### Tourbe
Plus de vingt tourbières sont exploitées commercialement, pour la plupart dans la région de Shippagan.

#### Exploitation forestière
L'exploitation forestière a commencé au début du XIXe dans l'arrière-pays mais ne s'est jamais réellement développé, dû au type d'arbre, au sol tourbeux et à la fréquence des incendies.

### Secteur secondaire
Le chantier naval de Bas-Caraquet était dans les années 1970 le fleuron de l'industrie de la rénovation maritime et de l'industrie locale. Un projet prévoit la mise à neuf de ses installations d'ici 5 ans au coût de 10 millions de dollars.

### Secteur tertiaire
UNI Coopération financière a son siège-social à Caraquet. La Caisse populaire de Shippagan a joint les rangs de la fédération en 2004.

## Infrastructures et services

### Santé

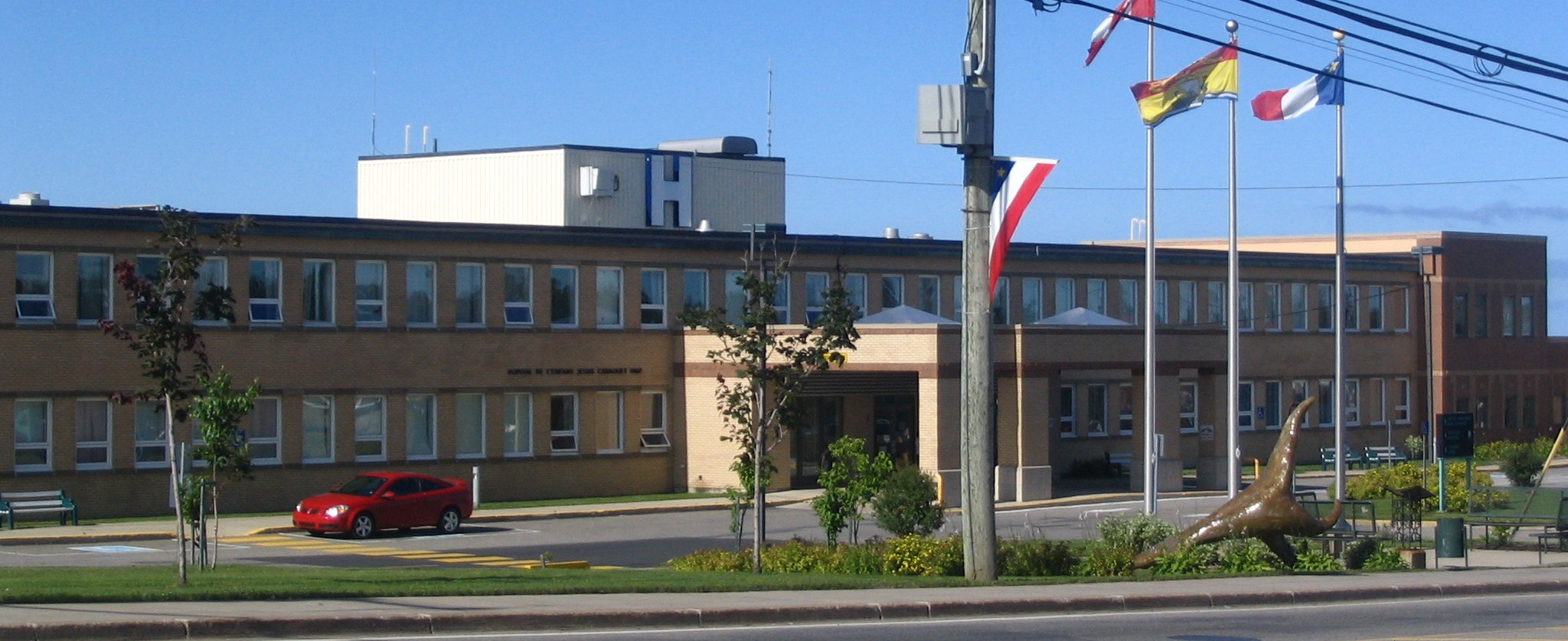
L'hôpital de L'Enfant-Jésus de Caraquet.

La Péninsule acadienne bénéficie de trois hôpitaux, soit l'Hôtel-Dieu de Lamèque, l'hôpital de Tracadie-Sheila et l'hôpital L'Enfant-Jésus de Caraquet. Il y a aussi des centres de santé à Miscou, Néguac, Paquetville et Saint-Isidore et des postes d'ambulance Nouveau-Brunswick à Caraquet, Shippagan, Tracadie et Néguac. Plusieurs services sont par contre offerts à l'Hôpital Régional Chaleur de Bathurst et à l'Hôpital régional de Miramichi.

### Éducation

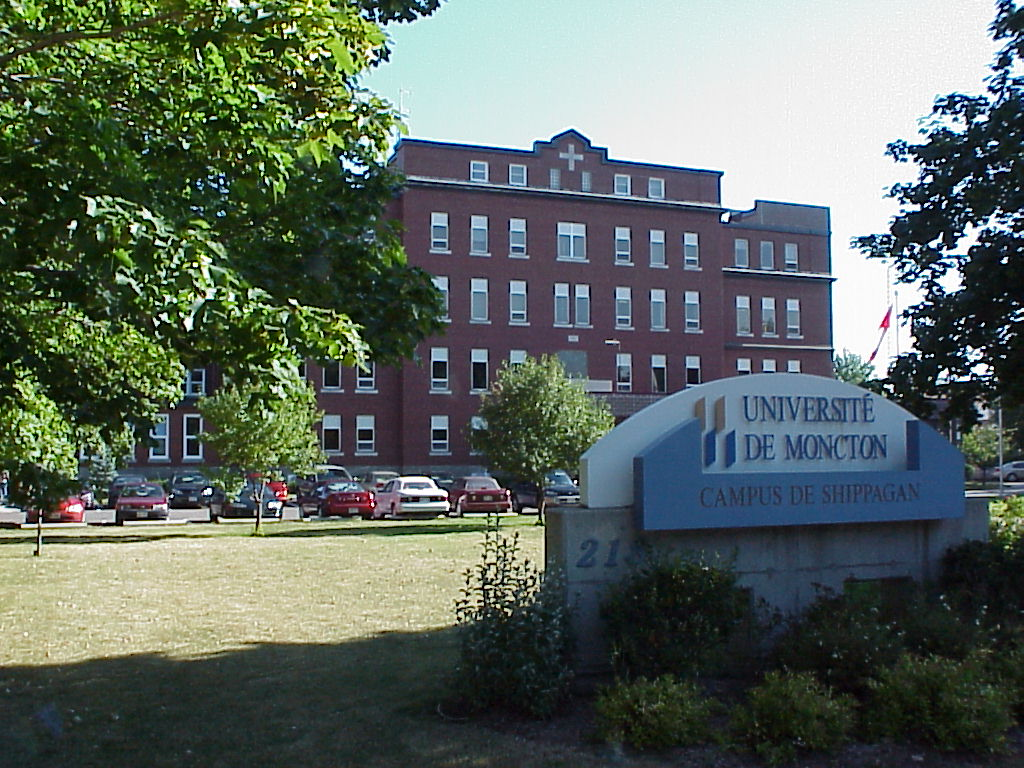
L'université de Moncton à Shippagan.

La Péninsule acadienne dispose d'écoles élémentaires et secondaires francophones dans chaque village important. Plusieurs communautés possèdent une bibliothèque publique et tous les villages sont desservis par un bibliobus. La ville de Shippagan bénéficie du CCNB-Péninsule acadienne, qui possède également des centres d'apprentissage à Lamèque, Caraquet, Paquetville, Tracadie-Sheila et Néguac. L'École des pêches du Nouveau-Brunswick, maintenant affiliée au CCNB, se trouve à Caraquet. Shippagan possède aussi un campus de l'Université de Moncton.

### Transport

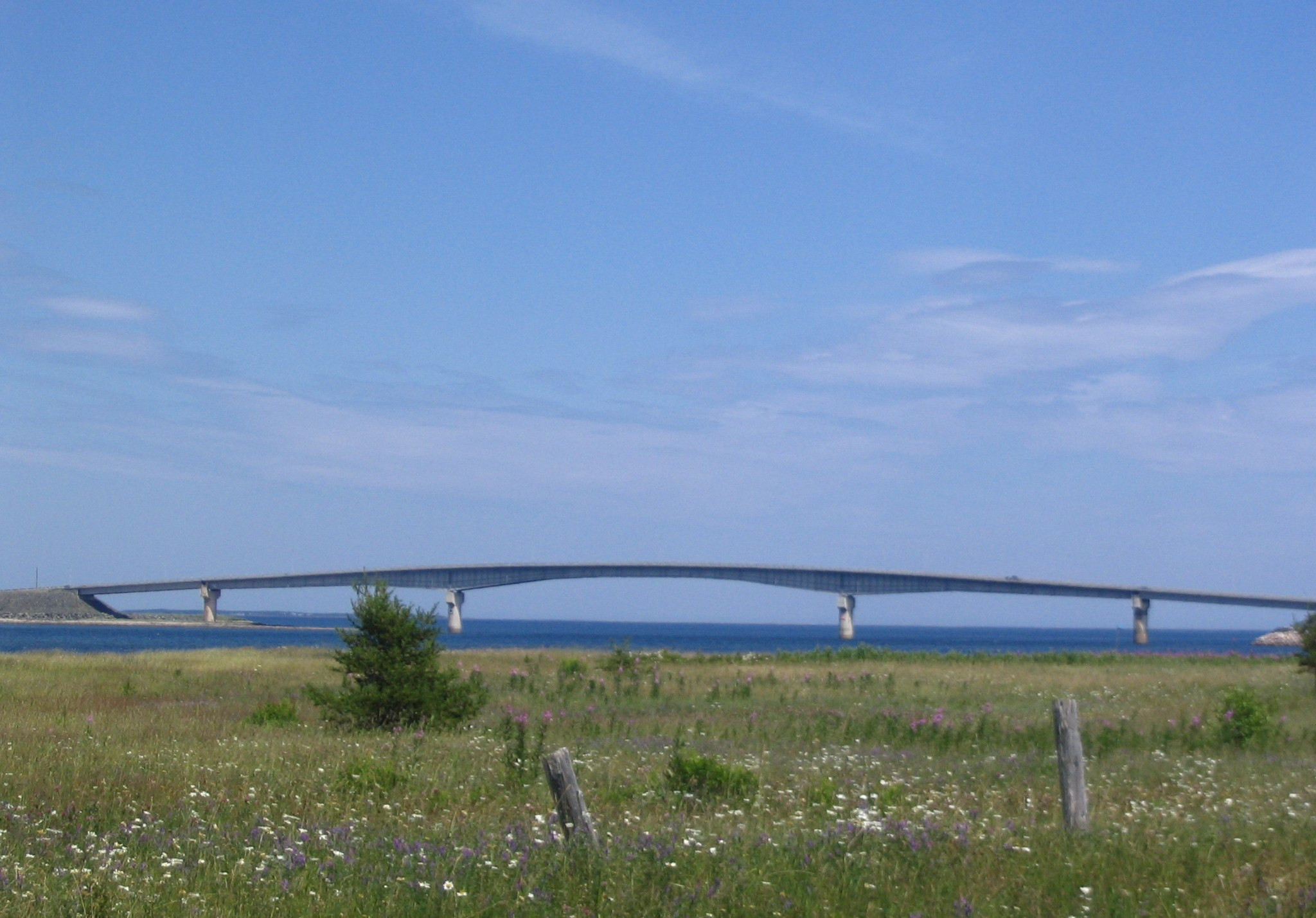
Le pont de Miscou.

#### Transport routier
La route 11 est le principal axe routier de la Péninsule et relie en fait Shédiac au sud au Québec, au nord. L'accès routier est en fait déficient comparé aux autres régions de la province. La route 11 est en cours de transformation en autoroute et une voie d'évitement contourne déjà Tracadie-Sheila. Un nouveau tronçon dont la construction devrait commencer en 2012 reliera Pokemouche et Janeville en passant par Paquetville. La région la plus difficilement accessible est celle de Shippagan, desservie par la seule route 113 à partir de Pokemouche. L'île de Miscou est reliée à l'île de Lamèque par un pont depuis 1996, elle-même reliée à Shippagan depuis 1959. Un pont projeté entre Bas-Caraquet et Shippagan réduirait fortement l'isolement de la région.
Il n'y a aucun transport en commun dans la Péninsule acadienne. Les villes disposent de services de taxi et de location de voiture, alors qu'un service de taxi basé à Bertrand permet de se rendre jusqu'à Montréal.
Tracadie-Sheila, et dans une moindre mesure d'autres municipalités, fait face à un sérieux problèmes d'embouteillages.

#### Transport aérien et ferroviaire
La Péninsule acadienne est dépourvue de chemin de fer depuis 1994. La reconstruction de la ligne Caraquet est projetée.
L'aéroport de Pokemouche accueille des petits avions, tandis que l'aéroport de Bathurst, non loin à l'ouest, offre un service de vols commerciaux réguliers.

#### Transport maritime et fluvial
Les cours d'eau de la Péninsule sont souvent larges mais ne sont plus utilisés pour le transport de marchandises. La Grande Rivière Tracadie compte deux petits canaux permettant le passage des bateaux de pêche alors qu'un bateau à aubes touristique circule sur la rivière du Petit-Tracadie. Un projet d'un canal reliant la rivière Pokemouche à la baie Saint-Simon a existé au XIXe siècle. Certains ports de pêche ont la capacité d'accueillir des marchandises mais sont rarement utilisés à cet effet.